# Giovanni Cocco
Giovanni Cocco (Como, 27 novembre 1976) è uno scrittore italiano.

## Biografia
Nato a Como, ha trascorso l’infanzia e l’adolescenza a Proserpio, in Valassina.  Dal 2003 al 2008 ha vissuto a Como, per poi trasferirsi a Lenno, in Tremezzina, fino al 2014. Si è poi trasferito a Barni e attualmente vive a Castelmarte.
Ha frequentato il Liceo Scientifico "Galilei" di Erba (CO) e si è laureato a pieni voti in Storia presso l'Università degli Studi di Milano con una tesi di laurea in Storia del giornalismo intitolata "Guido Gerosa tra cronaca e reportage: gli anni a “Epoca” (1961-1967)". Nel 2019, sempre presso l'ateneo milanese, si è specializzato nell'insegnamento dell'italiano a stranieri, conseguendo un Master in "Promozione e insegnamento della lingua e della cultura italiana a stranieri" con una tesi intitolata "Scrivere romanzi in italiano L2/LS: Dalla ‘narrativa migrante’ al 'caso' Helena Janeczek".
Ha frequentato la scuola di scrittura creativa di Raul Montanari e i seminari di Giulio Mozzi. Nel 2004, con lo pseudonimo di Johnny99, ha esordito con Angeli a perdere, libro di racconti accompagnato da un CD musicale dei Sulutumana. Nel 2013 ha pubblicato il romanzo La Caduta con Nutrimenti, che è arrivato finalista al Premio Campiello e ha partecipato al Premio Asti d’Appello. Nel 2014 ha pubblicato Il bacio dell’Assunta per Feltrinelli e nel 2015 La promessa per Nutrimenti, giunto tra i finalisti del Premio Viareggio.
Ha scritto sul Corriere di Como, su Il Giornale e su altre riviste. Ha contribuito a portare alla pubblicazione alcuni autori come Marco Ghizzoni, Eugenio Raspi, Rosanna Rubino, Crocifisso Dentello e altri.
È un insegnante di lettere della scuola secondaria.

## Critica
Apprezzato da molti critici letterari che evidenziano la qualità della scrittura nelle sue opere, come Ermanno Paccagnini, Vittorio Giacopini, Fabrizio Ottaviani, Fulvio Panzeri, Loredana Lipperini, Michele De Mieri, Roberto Pazzi, Piatrangelo Buttafuoco, Gian Paolo Serino, Raoul Bruni, Bruno Quaranta, Cristina Taglietti,   Piersandro Pallavicini, Andrea Tarabbia, Paolo Bianchi,  e molti altri.

## I romanzi con Amneris Magella (Cocco & Magella)
Nel 2013 è uscito anche il poliziesco Ombre sul lago con Guanda, scritto insieme al medico legale Amneris Magella (da cui la sigla Cocco & Magella) nella collana Narratori della Fenice, Finalista al Premio Camaiore di Letteratura Gialla e tradotto in numerosi Paesi. Nel 2015 è stato pubblicato il secondo poliziesco della serie, Omicidio alla stazione Centrale, sempre per Guanda.
Nel 2017 i due hanno firmato un contratto con l’editore veneziano Marsilio per la continuazione della serie poliziesca (nella collana Le Farfalle - I Gialli) e per la ripubblicazione dei due libri precedenti (nella collana UE Marsilio/Feltrinelli). Sempre insieme alla scrittrice è autore del soggetto di Lo strano caso della donna che morì due volte, regia e drammaturgia di Giuseppe Di Bello (in scena al Teatro Sociale di Como tra gennaio e marzo 2017. Nel 2018 i due hanno pubblicato Morte a Bellagio per Marsilio, mentre l'anno successivo è uscita, sempre per i tipi dell'editore veneziano, la quarta avventura a quattro mani del commissario Stefania Valenti, La sposa nel lago (2019). I nuovi titoli vengono pubblicati nella collana Le Farfalle - i Gialli, mentre la back-list esce nella nuova collana Universale Economica Marsilio/Feltrinelli con il sottotitolo "I delitti del lago di Como".

## Opere

### Romanzi e raccolte di racconti
- Angeli a perdere, No Reply, 2004;
- La Caduta, Nutrimenti, 2013 (Genesi volume 1);
  - Il Crollo, Modan, 2018 (in ebraico, trad. Shirley Finzi Loew)
- Il bacio dell’Assunta, Feltrinelli, 2014;
  - El beso de la Virgen, Algaida (ottobre 2015);
    - Pocałunek w dniu Wniebowzięcia, Noir sur blanc (novembre 2015);
- La promessa, Nutrimenti, 2015 (Genesi, volume 2)

### Scritti con Amneris Magella (Serie del Commissario Valenti)
- Ombre sul lago, Guanda, 2013 poi Fenici Guanda 2014, poi UE Marsilio/Feltrinelli, 2019)
- Omicidio alla stazione Centrale, Guanda, 2015 poi TEA, 2017 (ed. tascabile Mistery TEA), poi, col nuovo titolo di La ballata di un uomo solo, UE Marsilio/Feltrinelli, 2021)
- Morte a Bellagio, Marsilio, 2018 poi UE Marsilio/Feltrinelli, 2022.
- La sposa nel lago, Marsilio, 2019 poi UE Marsilio/Feltrinelli 2022.
- Nessuno sarà dimenticato, Marsilio, 2023
- Omicidio al faro, Marsilio, 2024

## Riconoscimenti
- Finalista Premio Campiello 2013 con il romanzo La Caduta